# 広島県道392号中野駅家線
広島県道392号中野駅家線（ひろしまけんどう392ごう なかのえきやせん）は、広島県福山市を通る一般県道である。

## 概要
福山市加茂町字中野から福山市駅家町大字上山守に至る。

### 路線データ
- 起点：福山市加茂町字中野（中野南交差点、国道182号交点、広島県道21号加茂油木線起点）
- 終点：福山市駅家町大字上山守（山守交差点、広島県道395号川南近田線交点、広島県道396号柞磨駅家線・広島県道463号津之郷山守線終点）
- 総延長：5.2 km

## 歴史
- 1965年（昭和40年）3月31日 - 広島県告示第259号により広島県道209号中野駅家線として認定される。

前身は広島県道209号山野駅家線という一般県道。当時主要地方道に昇格した広島県道21号加茂油木線（当時は広島県道24号加茂油木線）に移行しなかった部分が本路線になった。
- 1972年（昭和47年）11月1日 - 広島県の県道番号再編により現行の県道番号に変更される。
- 1975年（昭和47年）2月1日 - 芦品郡駅家町および深安郡加茂町が福山市に編入されたことに伴い、全区間が福山市域を通る路線になり、併せて起終点の地名表記が変更される。

## 路線状況
改良はかなり進んでおり、福山市駅家町大字おおあざ法成寺に狭隘箇所を残す程度だが、案内標識はともかく県道標識や路線表示がないため地図を見ないと誤った経路を進む恐れがある。また、このせいで流通工業団地入口交差点（福山市駅家町法成寺） - 法成寺（中）交差点（福山市駅家町法成寺）間の市道を本路線（のバイパス）だと考えている人も存在する。

### 重複区間
- 広島県道181号下御領新市線（福山市駅家町大字万能倉）

### 道路施設

#### 橋梁
- 駅家陸橋（福塩線、福山市）

## 地理

### 通過する自治体
- 福山市

### 交差する道路
| 交差する道路                                                              | 交差する場所     | 交差する場所        |
| ------------------------------------------------------------------------- | ---------------- | ------------------- |
| 国道182号 国道314号 重複 広島県道21号加茂油木線                           | 加茂町字中野     | 中野南交差点 / 起点 |
| 広島県道391号加茂福山線                                                   | 加茂町字中野     | 加茂中学校東交差点  |
| 広島県道419号坂瀬川駅家線                                                 | 駅家町大字法成寺 |                     |
| 広島県道181号下御領新市線 重複区間起点                                    | 駅家町大字万能倉 |                     |
| 広島県道181号下御領新市線 重複区間終点                                    | 駅家町大字万能倉 |                     |
| 国道486号                                                                 | 駅家町大字万能倉 | 万能倉（南）交差点  |
| 広島県道395号川南近田線 広島県道396号柞磨駅家線 広島県道463号津之郷山守線 | 駅家町大字上山守 | 山守交差点 / 終点   |

### 交差する鉄道
- 福塩線

### 沿線
- 福山市立加茂中学校
- 広島県立福山北特別支援学校
- 福山市立駅家北小学校
- JR西日本福塩線 駅家駅
- 福山市立駅家小学校
- 福山市立駅家南中学校
- 駅家・加茂地区内陸型複合団地
- 福山市北部支所・福山市北部市民センター